# Starokatoliccy biskupi Deventer
Starokatoliccy biskupi Deventer – lista biskupów Deventer Kościoła Starokatolickiego w Holandii
Starokatoliccy biskupi Deventer są biskupami tytularnymi i sufraganami arcybiskupa Utrechtu.	

## Starokatoliccy biskupi Deventer
- 1757–1778 Bartholomaeus Byeveld
- 1778–1805 Nicolaus Nellemans
- 1805–1824 Gisbertus de Jong
- 1824–1853 William Vet
- 1853–1874 Hermanus Heijkamp
- 1874–1893 Cornelius Diependaal
- 1894–1929 Nicolaus Spit
- 1929–1941 Johannes Berends
- 1941–1959 Engelbertus Lagerwey
- 1959–1979 Petrus Jans
- 1979–1982 Antonius Glazemaker
- od 1982 sediswakancja